# Бубнов Василь Іванович
Василь Іванович Бубнов (нар. 2 квітня 1933 село, тепер Воронезької області Російська Федерація — 23 липня 2016, місто Павлоград) — український радянський діяч, заслужений шахтар, бригадир прохідників шахтобудівного управління. Депутат Верховної Ради УРСР 10—11-го скликань.

## Біографія
Народився в селянській родині. Освіта середня.
З 1951 року — тракторист торфопідприємства в Ленінградській області РРФСР.
Служив на Чорноморському флоті СРСР у Севастополі.
У 1957—1966 роках — прохідник шахтобудівного управління № 3 комбінату «Дніпрошахтобуд» Дніпропетровської області.
Член КПРС з 1966 року.
З 1966 року — бригадир прохідників шахтобудівного управління № 3 комбінату «Дніпрошахтобуд» міста Павлогада Дніпропетровської області. Новатор виробництва на будівництві шахт Західного Донбасу.
Потім — на пенсії в місті Павлограді Дніпропетровської області.

## Нагороди
- два ордени Леніна
- орден Жовтневої революції
- повний кавалер знака «Шахтарська слава»
- повний кавалер знака «Шахтарська доблесть»
- золота медаль ВДНГ
- медалі
- лауреат Державної премії СРСР (1975)
- заслужений шахтар Української РСР
- почесний громадянин міста Павлограда (1970)